# صراع إثني

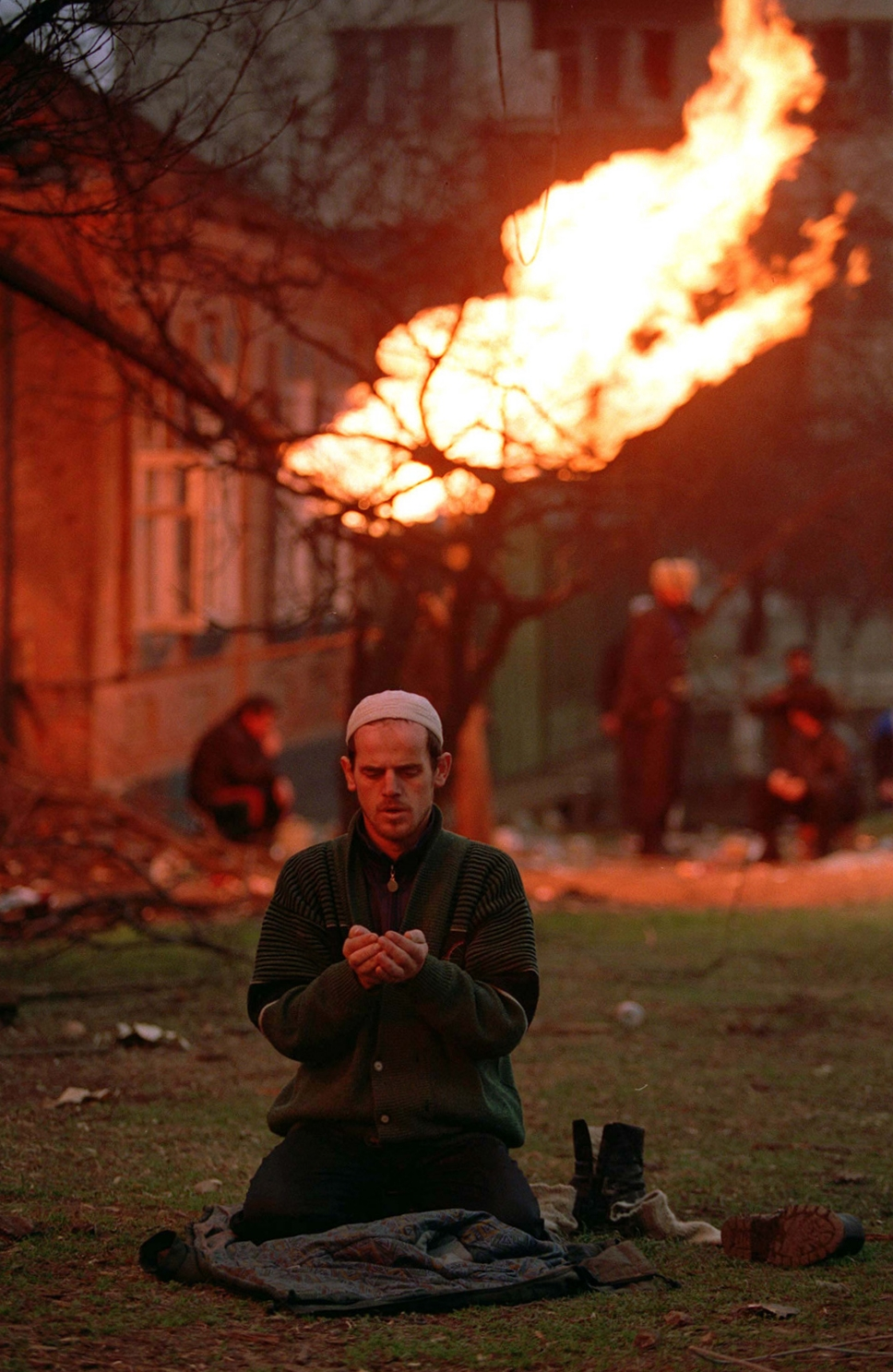
رجل شيشاني يصلي خلال معركة غروزني1994–1995

الصراع الإثني أو النزاع العرقي هو نزاع بين مجموعتين عرقيتين أو أكثر. قد يكون مصدر النزاع سياسيًا أو اجتماعيًا أو اقتصاديًا أو دينيًا حيث يجب على الأفراد في النزاع أن يناضلوا بشكلٍ واضح من أجل وضع الجماعات العرقية في المجتمع.

## نظريات الأسباب
يناقش علماء السياسة وعلماء الإجتماع أسباب النزاع العرقي حيث تكمن التفسيرات عمومًا في واحدة من ثلاث مدارس فكرية: الأصولية الوصولية والبنائية.

### الحسابات الأصولية
يجادل مؤيدو الحسابات الأصولية بأن المجموعات العرقية والجنسيات موجودة لأن هناك تقاليد معتقدات وعمل تجاه الأشياء الأصولية مثل السمات البيولوجية وخاصة المواقع الإقليمية. تعتمد الحسابات الأصولية على روابط قوية من القرابة بين أفراد الجماعات العرقية. يجادل دونالد هورويتز بأن هذه القرابة توفّر إمكانية الجماعات العرقية بالتفكير فيما يتعلق بتشابهات الأسرة.
يؤكد كليفورد جيرتس وهو أحد العلماء المؤسسين للأصولية، أن لكل شخص علاقة طبيعية بأقاربه. في الوقت المناسب ومن خلال الصراع المتكرر، سوف تتضافر الروابط الأساسية مع الأصل العرقي وتتداخل مع العلاقات مع المجتمع المدني. وبالتالي، فإن الجماعات العرقية ستهدد دائمًا بقاء الحكومات المدنية ولكن ليس بوجود الأمم التي تشكلها مجموعة عرقية واحدة.
يجادل عدد من علماء السياسة بأن الأسباب الجذرية للصراع العرقي لا تشمل الإثنية في حد ذاتها بل العوامل المؤسسية والسياسية والاقتصادية. يجادل هؤلاء العلماء بأن مفهوم الحرب العرقية مضلّل لأنه يؤدي إلى استنتاج جوهري مفاده أن بعض الجماعات محكوم عليها بالقتال بين بعضها عندما تكون الحروب بين تلك التي تحدث هي في الغالب نتيجة لقرارات سياسية.

### حسابات وصولية
يشير أنتوني سميث إلى أن الحساب الوصولي برز في الستينات والسبعينات في الولايات المتحدة وفي النقاش حول الثبات العرقي (الأبيض) بالنسبة إلى ما كان يُفترض أنه كان بوتقة فعّالة. سعت هذه النظرية الجديدة إلى توضيح الثبات كنتيجة لأفعال قادة المجتمع الذين استخدموا مجموعاتهم الثقافية كمواقعٍ للتعبئة الجماهيرية ودوائرٍ انتخابية في تنافسهم على السلطة والموارد لأنهم وجدوا أنها أكثر فعّالية من الطبقات الاجتماعية. في هذا الحساب الخاص بالعرقية، يُنظر إلى الإثنية والعرق على أنهما وسيلة مفيدة لتحقيق غايات معينة.

### حسابات بنائية
تؤكد مجموعة ثالثة بنائية من الحسابات على أهمية الطبيعة البنيوية للجماعات العرقية مستندةً إلى مفهوم بنديكت أندرسون للمجتمع المتخيّل. يشير مؤيدو هذا الحساب لرواندا كمثال بسبب تقنين التمييز بين التوتسي والهوتو من قبل السلطة الإستعمارية البلجيكية في في عام 1930 على أساس ملكية الماشية، والقياسات البدنية وسجّلات الكنيسة. صدرت بطاقات الهوية على هذا الأساس حيث لعبت هذه الوثائق دوراً رئيسيًا في الإبادة الجماعية التي حدثت في عام 1994.
يزعم البعض أن السرد البنائي للانشقاقات الرئيسية التاريخية غير قادر على تفسير الاختلافات المحلية والإقليمية في العنف العرقي. على سبيل المثال، يسلّط فارشني الضوء على أنه في عام 1960 كان العنف العنصري في الولايات المتحدة الأمريكية يتركز بشكلٍ كبير على المدن الشمالية والمدن الجنوبية رغم كثافة مرتبطة سياسيًا حيث لم يكن لديهم أعمال شغب. غالبًا ما يكون السرد البنائي الرئيسي متغيرًا على مستوى الدولة، في حين أنه يتعين علينا غالبًا دراسة حالات العنف العرقي على المستوى الإقليمي والمحلي.

## دراسة في فترة ما بعد الحرب العالمية الباردة
إن نهاية الحرب الباردة أثارت الاهتمام بمسألتين هامتين حول النزاع العرقي. أولًا، مسألة ما إذا كان النزاع العرقي في ارتفاع. ثانيًا، مسألة ما إذا كانت بعض النزاعات العرقية قد تصاعدت إلى عنف خطير.
إن إحدى أكثر القضايا المتعلقة بالنزاع العرقي إثارةً للجدل هي ما إذا كانت قد أصبحت أكثر أو أقل انتشاراً في فترة ما بعد الحرب الباردة. في نهاية الحرب الباردة، توقّع أكاديميون من بينهم صامويل هنتنغتون وروبرت د. كابلان تكاثر الصراعات التي تغذيها المصادمات الحضارية والقبلية وندرة الموارد والاكتظاظ السكاني.
شهدت فترة ما بعد الحرب الباردة عددًا من الحركات الانفصالية المستندة إلى العِرقية، وغالبًا في داخل الدول الشيوعية السابقة. شملت الصراعات حركات انفصالية في يوغوسلافيا السابقة وترانسنيستريا في مولدوفا والأرمن في أذربيجان والأبخاز وأوسيتيا في جورجيا. حدثت نزاعات عرقية انفصالية خارج الكتلة الشيوعية السابقة في الفترة نفسها في مناطق مثل سريلانكا وبابوا الغربية وتشياباس وتيمور الشرقية وبلد الباسك وكاتالونيا وجنوب السودان وهزاراس في أفغانستان التي كانت تحت حكم طالبان.

## حل النزاعات العرقية المؤسسية
حاول عدد من الباحثين تجميع الطرق المتاحة لحل أو إدارة أو تحويل نزاعهم العرقي. على سبيل المثال، طوّر جون كوكلي تصنيفًا لطرق حلّ النزاعات التي استخدمتها الدول والتي يسردها كالتالي: التوطين، الإقامة، الإستيعاب، التثاقف، نقل السكان، تغيير الحدود، الإبادة الجماعية والانتحار العرقي. طوّر جون ماكغاري وبريندان أوليري تصنيفًا لثمانية أساليب لتنظيم النزاعات العرقية السياسية الكلّية، والتي يلاحظون أنها غالبًا ما تستخدمها الدول مع بعضها البعض.
مع تزايد الاهتمام بمجال النزاع الإثني أو العرقي، فحص العديد من محللي السياسات والعلماء السياسيين القرارات المحتملة وتتبع نتائج تنفيذ السياسة المؤسسية حيث غالباً ما تركز النظريات على المؤسسات الأكثر ملاءمة للتصدي للنزاع العرقي.

### التوافقية
التوافقية هي اتفاق لتقاسم السلطة الذي يجمع قادة المجموعات العرقية في حكومة الولاية المركزية. تُمثَّل كل دولة أو مجموعة عرقية في الحكومة من خلال متحدث باسم المجموعة. كل مجموعة لديها حق الفيتو بدرجات متفاوتة في اتفاق تقاسم السلطة وتعتمد على حالة معينة. علاوةً على ذلك، فإن معيار التمثيل النسبي هو المسيطر حيث أن كل مجموعة تُمَثّل في الحكومة بنسبة تعكس الوجود الديموغرافي للعرق في الولاية. ومن المتطلبات الأخرى لأرند ليجبهارت أن تكون الحكومة مؤلفة من تحالف كبير من قادة المجموعة العرقية التي تفترض اتباع نهجٍ من القمة إلى القاعدة لحلّ النزاع.

### الفيدرالية
تفترض نظرية تطبيق الفيدرالية للحد من النزاعات العرقية أن الحكم الذاتي يقلل من المطالب بالسيادة. يقول هتشتر أن بعض السلع مثل لغة التعليم والبيروقراطية يجب أن توَفَّر كسلع محلية بدلاً كونها موفّرة في عموم الولاية من أجل إرضاء المزيد من الناس والمجموعات العرقية.
يؤكد بعض علماء السياسة أن النزعة القومية العرقية أو الفدرالية التي تُحدّد على أساس الخطوط العرقية هي غير متماثلة مقارنةً بالسلطة المتساوية للسلطة الموجودة في الدول الفيدرالية غير العرقية مثل الولايات المتحدة. وبهذا المعنى، تُمنح امتيازات خاصة لجماعات الأقليات المحددة كتنازلات وحوافز لإنهاء العنف أو صمت النزاع.

### حقوق ثقافية
مع التركيز على حدود المقاربات التي تركز بشكلٍ أساسي على الأجوبة المؤسسية للصراعات العرقية والتي هي أساسًا مدفوعة بالديناميكيات العرقية والثقافية التي لها عوامل سياسية أو اقتصادية ولكنها ليست عناصر. يحث غريغوري بول مياجيز على استخدام الاتصالات بين الثقافات والمفاوضات القائمة على الحقوق الثقافية كأدوات يمكن من خلالها معالجة النزاع العرقي بفعالية وبشكلٍ مستدام. يجادل مايجيس بأنه من أجل فهم هذه الصراعات بشكلٍ كامل أو استبقائها وحلها سواء مع أو بدون مساعدة من الآليات الإقليمية أو غير الإقليمية، من الضروري وجود نهج الحقوق الثقافية المرتكز على المعرفة والمهارة بين الثقافات.

## حل النزاعات العرقية خارج المؤسسات الرسمية

### الارتباط غير الرسمي بين الأعراق
غالبًا ما تركز الحجج المؤسسية لحل النزاع العرقي على المؤسسات على المستوى الوطني ولا تأخذ في الحسبان الاختلافات الإقليمية والمحلية في العنف العرقي داخل البلد. وعلى الرغم من المستويات المتشابهة للتنوع العرقي في بلدٍ ما، فقد وجدت بعض البلدات والمدن أنها غالباً ما تكون عرضة للعنف العرقي. يقول فارشني في دراسته حول العنف العرقي في الهند أن الارتباط العرقي الرسمي في القرى غالبًا ما يكون عقبة في طريق السياسيين في إيقاد العنف العرقي من أجل المكاسب الانتخابية.

### جمعيات عرقية رسمية
يميل السكان في المدن إلى أن يكونوا أعلى بكثير حيث قد لا تكون التفاعلات غير الرسمية بين المجموعات العرقية كافية لمنع العنف، هذا لأن هناك حاجة إلى المزيد من الروابط لتوصيل الجميع وبالتالي يكون تشكيل الروابط بين الأعراق وتقويتها أكثر صعوبة. في المدن، تُعتبر الجمعيات الرسمية العرقية مثل النقابات العمالية وجمعيات الأعمال والمنظمات المهنية أكثر فاعلية في تشجيع التفاعلات العرقية التي يمكن أن تمنع العنف العرقي في المستقبل.
تُجبر هذه المنظمات الجماعات العرقية على التعاون على أساس المصالح الاقتصادية المشتركة التي تتغلب على أي خلافات عرقية موجودة من قبل. على سبيل المثال، تعمل منظمات الأعمال بين الأعراق على ربط المصالح التجارية لمختلف المجموعات العرقية مما يزيد من رغبتها في الحفاظ على الانسجام العرقي. إن أي توتر عرقي أو اندلاع للعنف سوف يتعارض مع مصالحهم الاقتصادية مما يقلل أهمية الهوية العرقية مع الوقت.